# Bert badbojen
Bert Badbojen är en ungdomsroman i dagboksform av de svenska författarna Anders Jacobsson och Sören Olsson, utgiven 27 maj 2008.
Boken ingår inte i den traditionella Bert-serien utan är en helt ny version. Det är därför Bert är 13 år igen, men handlingen har flyttats från 1990-talet till 2000-talet, med sms, mms och MSN istället för videobandspelare och 14-tums-TV.

## Bokomslag
Omslaget visar Bert som speglar sig. I verkligheten är han sig själv, men i spegeln ser han ut som en riktig bodybuilder.

## Handling
Boken handlar om Bert Ljung under det kalenderår han fyller 13 och har sommarlov mellan 6:an och 7:an. Boken börjar då det är 24 dagar kvar av sommarlovet, och Bert inte vet vad han ska göra. Hans dator har kraschat, och hans pappa är magsjuk och befinner sig på toaletten. Arijana verkar mer intresserad av sin katt än Bert, och han tycker livet är trist. Bert och övriga killar bestämmer sig för att bli "playboys"/"Bad boys"/"Badbojar". För att lyckas måste de bygga upp sina kroppar, tillverka egen brun-utan-sol-kräm, samt bli champagnekännare.
Notera: I den första boken i den nya serien, Bert + Samira = Sant?, som utspelar sig under höstterminen i 6:an hade Klimpen flyttat till Motala.
 Nu under sommarlovet mellan 6:an och 7:an går Klimpen i Berts klass.

### Fotnoter
1. ↑  ”Bert badbojen” (på engelska). Worldcat. 12 mars 2008. https://www.worldcat.org/title/bert-badbojen/oclc/229464879&referer=brief_results. Läst 30 mars 2015.